# Ossínovka (Primórie)
|  | Per a altres significats, vegeu «Ossinovka». |

Ossínovka (en rus: Осиновка) és un poble del krai de Primórie, a l'Extrem Orient de Rússia, que en el cens del 2010 tenia 1.491 habitants.